# 4508 Takatsuki
4508 Takatsuki eller 1990 FG1 är en asteroid i huvudbältet som upptäcktes den 27 mars 1990 av de båda japanska astronomerna Kazuro Watanabe och Kin Endate vid Kitami-observatoriet. Den är uppkallad efter Yukihiro Takatsuki.
Asteroiden har en diameter på ungefär 4 kilometer.